# Hieracium gilliesianum
Hieracium gilliesianum es una especie de planta con flor del género Hieracium, de la familia Asteraceae, orden Asterales.

## Distribución
Hieracium gilliesianum se distribuye por Argentina.

## Taxonomía
Fue descrita científicamente por Sleum.
Tratamiento taxonómico
La especie aparece registrada y publicada en Bot. Jahrb. Syst.